# Aintree Motor Racing Circuit
Het Aintree Motor Racing Circuit is een Engels racecircuit in Aintree, bij Liverpool. Het circuit werd gebouwd met de bedoeling de autosport naar het 'noorden' te halen. Tussen 1955 en 1962 zijn er vijf Grand Prix' gehouden.

## Winnaars van de Grand Prix
| Jaar | Winnaar                   | Team          | Verslag |
| ---- | ------------------------- | ------------- | ------- |
| 1962 | Jim Clark                 | Lotus-Climax  | Verslag |
| 1961 | Wolfgang von Trips        | Ferrari       | Verslag |
| 1959 | Jack Brabham              | Cooper-Climax | Verslag |
| 1957 | Stirling Moss Tony Brooks | Vanwall       | Verslag |
| 1955 | Stirling Moss             | Mercedes      | Verslag |

## Huidige situatie
In 2009 zijn gesprekken gevoerd om het circuit te renoveren. Onder leiding van de Palmer Motorsports Group wordt het circuit verbeterd om het geschikt te maken voor Formule Ford, Formule Renault 2.0 en Formule Palmer.